# Dora et la Cité perdue
«  Dora and the Lost City of Gold » redirige ici. Pour les autres significations, voir Dora, Lost City et Gold.
Pour les articles homonymes, voir Cité perdue.
Pour plus de détails, voir Fiche technique et Distribution.
Dora et la Cité perdue ou Dora et la Cité d'or perdue au Québec (Dora and the Lost City of Gold) est un film d'action-aventures américano-australien réalisé par James Bobin, sorti en 2019.
Il s’agit de l’adaptation de la série télévisée d'animation Dora l'exploratrice, diffusée sur les chaînes Nickelodeon et Nick Jr.
Le film commence alors que Dora va étudier en ville avec son cousin Diego, après avoir passé toute son enfance à explorer la jungle en compagnie de son ami le singe Babouche et ses parents. Mais la vie en ville est compliquée pour Dora. Pendant une sortie scolaire, elle est enlevée (ainsi que, bien malgré eux, son cousin et deux autres élèves). Il s'ensuit une grande aventure pour les retrouver et percer le mystère d'une cité d’or perdue.

## Synopsis
Au fond de la jungle péruvienne, Dora, fille des explorateurs Cole et Elena, passe ses journées à vivre des aventures avec son ami le singe Babouche, son cousin Diego et ses amis imaginaires « Sac à dos » et « la Carte » tout en déjouant les plans de Chipeur le renard. Lorsque Dora a six ans et Diego sept, Diego part vivre avec sa famille à Los Angeles, tandis que la famille de Dora continue leurs recherches concernant Parapata, une ville inca cachée où se trouverait une cité d'or, selon les légendes.
Dix ans plus tard, les parents de Dora déchiffrent l'emplacement de Parapata mais choisissent d'envoyer Dora dans le même lycée que Diego, à Los Angeles pendant qu'ils se rendent dans le village perdu. Restant avec la famille de Diego, Dora fait la connaissance de ses camarades Sammy et Randy, mais Diego la considère vite comme un embarras. Lors d'une excursion scolaire dans un musée, Dora et les autres sont attirés par ses archives hors exposition, où ils sont capturés par des mercenaires qui les envoient au Pérou. Quand ils atterrissent, un homme du nom d'Alejandro, qui prétend être un ami des parents de Dora, les aide à s'échapper. Dans le processus, les mercenaires, aidés par Chipeur le renard, volent la carte de Dora. Alejandro rapporte à Dora et ses amis que les parents de celle-ci ont disparu et que les mercenaires les recherchent partout, dans l'espoir de découvrir l'emplacement de Parapata et de voler ses trésors. Dora décide de retrouver ses parents d'abord avec l'aide d'Alejandro, tandis que les amis de Dora la rejoignent, dans l'espoir d'être eux aussi secourus.
Le groupe traverse de nombreux obstacles, notamment des sables mouvants, des plantes sécrétant des toxines hallucinogènes transformant Alejandro, Diego et Dora en personnages de dessin-animé, des puzzles de ruines incas et des attaques de gardes forestiers de Parapata. Après de nombreux dangers, Dora retrouve ses parents juste à l'extérieur des frontières de Parapata, mais Alejandro révèle qu'il travaillait pour le compte des mercenaires depuis le début et les fait prisonniers. Les autres adolescents sont également faits prisonniers, mais Babouche le singe les aide à s'échapper. Les parents de Dora étant toujours prisonniers, les adolescents décident de trouver le chemin à l'intérieur de Parapata dans l'espoir d'acquérir un trésor qu'ils pourront utiliser pour négocier la libération d'Elena et Cole.
À l'intérieur de la ville cachée, Dora et les autres résolvent les énigmes de son temple et évitent ses pièges, les amenant au sanctuaire central. Il est révélé qu'Alejandro les suit : il tente de voler lui-même son idole centrale, mais tombe à la place dans un piège. Les soldats gardant Parapata, menés par leur reine, triomphent des mercenaires et affrontent les adolescents. Dora les rassure en leur disant qu'elle et ses amis ne sont venus que pour sauver ses parents et pour apprendre des choses nouvelles. Les Incas permettent aux adolescents et à la famille de Dora de s'en aller, et leur montre un aperçu de leur plus grand trésor.
Les amis et les parents de Dora arrivent à la cabane de Dora, dans la jungle. Ses parents discutent d'une autre expédition en famille, mais Dora décide de retourner au lycée de Los Angeles. Elle et ses amis célèbrent une fête tandis qu'Alejandro et ses mercenaires restent prisonniers à Parapata.

## Fiche technique
Sauf indication contraire, les informations mentionnées dans cette section peuvent être confirmées par la base de données cinématographiques IMDb,  présente dans la section « Liens externes ».
- Titre original : Dora and the Lost City of Gold
- Titre français : Dora et la Cité perdue
- Titre québécois : Dora et la Cité d'or perdue[1]
- Réalisation : James Bobin
- Scénario : Nicholas Stoller et Matthew Robinson, 
  - d'après la série d'animation télévisée Dora l'exploratrice créée par Valerie Walsh, Eric Weiner et Chris Gifford,
  - d'après une histoire de Nicholas Stoller et Tom Wheeler
- Musique : John Debney et Germaine Franco
- Direction artistique : Richard Hobbs et Eugene Intas
- Décors : Dan Hennah
- Costumes : Rahel Afiley
- Photographie : Javier Aguirresarobe
- Son : Glenn Freemantle, Niv Adiri, Noyan Cosarer, Brendan Nicholson
- Montage : Mark Everson
- Production : Kristin Burr

Production exécutive (Pérou) : Bruno Canale
Production déléguée : Eugenio Derbez, Julia Pistor, John G. Scotti et Valerie Walsh
Production associée : Tamazin Simmonds
- Sociétés de production[3] :
  - États-Unis : Paramount Players, Media Rights Capital, Nickelodeon Movies et Burr! Productions, en coproduction avec Walden Media
  - Australie : produit avec l'aide de Screen Queensland
- Société de distribution :
  - États-Unis, Québec : Paramount Pictures
  - France : Paramount Pictures France, Paramount
  - Australie : Paramount Pictures Australia
  - Suisse : Impuls Pictures
- Budget : 49 millions de $[4]
- Pays d'origine :  États-Unis,  Australie
- Langues originales : anglais, espagnol, quechua
- Format[5] : couleur (Technicolor) (DeLuxe) - D-Cinema - 1,85:1 (Panavision) - son DTS (DTS: X) | Dolby Atmos + Vision | Auro 11.1
- Genre : action, aventures, comédie, fantasy, mystère
- Durée : 102 minutes
- Dates de sortie[6] :
  - États-Unis : 28 juillet 2019 (première mondiale à Los Angeles au Regal LA)[7] ; 9 août 2019 (sortie nationale)
  - Québec : 9 août 2019[1]
  - France, Belgique : 14 août 2019[8]
  - Australie : 19 septembre 2019
  - Suisse romande : 6 novembre 2019[9]
- Classification[10] :
  -  États-Unis : Des scènes peuvent heurter les enfants - Accord parental souhaitable (PG - Parental Guidance Suggested) (certificat #51918)[Note 1].
  -  Australie : Enfants de 8 ans et plus - Accord parental souhaitable (PG - Parental Guidance)[11].
  -  France : Tous publics (visa d'exploitation no 151194 délivré le 5 août 2019) (Conseillé à partir de 8 ans)[12],[13].
  -  Québec : Tous publics (G - General Rating)[1].
  -  Belgique : Tous publics (KT/EA : Kinderen Toegelaten / Enfants Admis).
  -  Suisse romande : Interdit aux moins de 6 ans[14].

## Distribution
- Isabela Moner (VF : Cerise Calixte ; VQ : Fanny-Maude Roy) : Dora
- Jeffrey Wahlberg (VF : Oscar Douieb ; VQ : Nicolas Poulin) : Diego, le cousin de Dora
- Eugenio Derbez (VF : Mark Lesser ; VQ : Antoine Durand) : Alejandro Gutierrez
- Madeleine Madden (VF : Camille Timmerman ; VQ : Clara Prévost) : Sammy
- Nicholas Coombe (VF : Gabriel Bismuth-Bienaimé ; VQ : Philippe Vanasse-Paquet) : Randy
- Michael Peña (VF : Thierry Wermuth ; VQ : Hugolin Chevrette) : Cole, le père de Dora
- Eva Longoria (VF : Odile Schmitt ; VQ : Pascale Montreuil) : Elena, la mère de Dora
- Temuera Morrison (VF : Bruno Dubernat ; VQ : Patrick Chouinard) : Powell
- Adriana Barraza (VF : Cathy Cerda) : Abuelita Valerie
- Pia Miller : Mami, la tante de Dora
- Q'orianka Kilcher : Kawillaka, la princesse Inca
- Matt Okine (VF : Françoua Garrigues) : Professeur
- Madelyn Miranda (VF : Victoire Pauwels) : Dora, jeune
- Malachi Barton (VF : Timothé Vom Dorp) : Diego, jeune

avec les voix de
- Benicio del Toro (VF : Bruno Magne ; VQ : Benoît Rousseau) : Chipeur le renard
- Danny Trejo (VF : Jérémie Covillault ; VQ : Manuel Tadros) : le singe Babouche
- Marc Weiner (VF : Bruno Magne) : la Carte
- Sasha Toro (VF : Audrey Sourdive) : Sac à dos

Sources et légende : version française (VF) sur RS Doublage et carton de doublage ciné, version québécoise (VQ) sur Doublage.qc.ca

## Production
En octobre 2017, une adaptation en prises de vues réelles de la série télévisée d'animation Dora l'exploratrice est annoncée, avec James Bobin comme réalisateur. Nicholas Stoller et Danielle Sanchez-Witzel sont chargés d'écrire un script. La société de Michael Bay, Platinum Dunes, est alors lié à la production. Cependant, en août 2018, Michael Bay précise que sa société n'est pas impliquée dans le projet.
En mai 2018, Isabela Moner est choisie pour incarner Dora. Eugenio Derbez entre en négociations en juin. Il est confirmé en juillet, alors que Micke Moreno est choisi pour le rôle de Diego. Il sera finalement remplacé par Jeffery Wahlberg. Eva Longoria et Michael Peña obtiennent ensuite les rôles des parents de Dora,. Madeline Madden rejoint ensuite la distribution. En octobre, Q'orianka Kilcher est officialisée. En novembre, Pia Miller obtient le rôle de Mami, la tante de Dora. En décembre 2018, Benicio del Toro est confirmé pour prêter sa voix au renard Chipeur.
Le tournage a lieu dans le Queensland en Australie, notamment dans les Village Roadshow Studios et à Brisbane.

## Accueil

### Sorties
Le long-métrage réalisé par James Bobin mettant en scène l'héroïne télévisée adulée des enfants, est sorti en en salles le 14 août 2019.

### Accueil critique
Mondialement, le film reçoit des critiques positives et est un succès, en atteignant le score de 81% sur Rotten Tomatoes,.
En France, la critique est plus sévère. En effet, le site Allociné recense une moyenne des critiques presse de 2/5.
Pour Le Parisien, le film est « une adaptation mignonne, mais sans plus ». Pour Le Point, « cette adaptation du dessin animé éducatif Dora l'exploratrice laissait craindre le pire. Finalement, on s'est juste ennuyé un peu ».

### Box-office
| Pays ou région    | Box-office      | Date d'arrêt du box-office | Nombre de semaines |
| ----------------- | --------------- | -------------------------- | ------------------ |
| États-Unis Canada | 60 477 943 $    | 17 septembre 2019          | 5 (en cours)       |
| France            | 534 256 entrées | 11 septembre 2019          | 5 (en cours)       |
| Total mondial     | 116 826 172 $   | 17 septembre 2019          | 5 (en cours)       |

## Distinctions
En 2020, Dora et la Cité perdue a été sélectionné 6 fois dans diverses catégories et a remporté 4 récompenses.

### Récompenses
- Prix de la Fondation Imagen 2020 :
  - Prix Imagen du meilleur film,
  - Prix Imagen de la meilleure actrice dans un long métrage décerné à Isabela Merced,
  - Prix Imagen du meilleur réalisateur dans un long métrage décerné à James Bobin.
- ReFrame 2020 :
  - ReFrame Stamp des Top 100 des fonctionnalités narratives et animées les plus rentables.

### Nominations
- Association des journalistes latino-américains du divertissement cinématographique 2020 (Latino Entertainment Journalists Association Film Awards) :
  - Meilleure performance de capture de voix ou de mouvement pour Danny Trejo.
- Prix de la Fondation Imagen 2020 :
  - Meilleur acteur dans un long métrage pour Eugenio Derbez.